# Anonychia psara
Anonychia psara är en fjärilsart som beskrevs av Eugen Wehrli 1937. Anonychia psara ingår i släktet Anonychia och familjen mätare. Inga underarter finns listade i Catalogue of Life.